# Liste der Kulturdenkmäler in Bodenheim
In der Liste der Kulturdenkmäler in Bodenheim sind alle Kulturdenkmäler der rheinland-pfälzischen Ortsgemeinde Bodenheim aufgeführt. Grundlage ist die Denkmalliste des Landes Rheinland-Pfalz (Stand: 3. April 2024).

## Denkmalzonen
| Bezeichnung                    | Lage                                                    | Baujahr                                | Beschreibung | Bild            |
| ------------------------------ | ------------------------------------------------------- | -------------------------------------- | --- | --------------- |
| Denkmalzone Rathausstraße      | Rathausstraße 8–14 (gerade Nummern) Lage                | spätes 18. und frühes 19. Jahrhunderts | Hofanlagen mit Wohnhäusern des späten 18. (zwei eingeschossige Mansarddachbauten) und frühen 19. Jahrhunderts      | Fotos hochladen |
| Denkmalzone Jüdischer Friedhof | westlich des Ortes in den Weinbergen; Flur Westrum Lage | 1882/83                                | 1882/83 angelegtes Rechteckareal mit 41 (wiederaufgestellten) Grabsteinen, u. a. spätklassizistisch und Jugendstil | Fotos hochladen |

## Einzeldenkmäler
| Bezeichnung                                         | Lage                                          | Baujahr                              | Beschreibung | Bild                           |
| --------------------------------------------------- | --------------------------------------------- | ------------------------------------ | --- | ------------------------------ |
| Verbandsgemeindeverwaltung                          | Am Dollesplatz 1/3/5 Lage                     | 1774                                 | ehemaliger Breidenbacher Hof; spätbarocker Krüppelwalmdachbau, bezeichnet 1774, Erweiterung 1905; „Dolleskeller“: zweiteiliger, dreischiffiger Gewölbekeller, böhmische Kappen auf romanisierenden Gusseisensäulen um 1860, Architekt Johann Philipp Geil I, Eimsheim | weitere Bilder Fotos hochladen |
| Weinberg Reichsritterstift                          | Am Reichsritterstift Lage                     | zweite Hälfte des 19. Jahrhunderts   | Mauerzug mit zinnenbekrönten Ecktürmen, zweite Hälfte des 19. Jahrhunderts | weitere Bilder Fotos hochladen |
| Spritzbrühanlage                                    | Burgweg 2 Lage                                | 1930er Jahre                         | ehemalige Spritzbrühanlage; zweiteilige Anlage mit Sandsteinquaderfassaden, Frontbau im Obergeschoss mit offener Laube, 1930er Jahre; straßenbildprägend | weitere Bilder Fotos hochladen |
| Hofanlage                                           | Enggasse 12 Lage                              | um 1800                              | Hakenhof, um 1800 ff.; Wohnhaus, teilweise Fachwerk (verputzt) | Fotos hochladen                |
| Skulptur                                            | Gaustraße, an Nr. 4 Lage                      | um 1470/80                           | spätgotische Mondsichelmadonna, Holz, um 1470/80 | BW                             |
| Wohnhaus                                            | Gaustraße 11 Lage                             | 17. Jahrhundert                      | ehemals Gasthaus „Zum goldenen Lamm“; stattlicher barocker Fachwerkbau, teilweise massiv, Krüppelwalmdach, 17. Jahrhundert, im Familienbesitz seit 1826; straßenbildprägend | Fotos hochladen                |
| Hof der Grafen von Bassenheim                       | Gaustraße 17 Lage                             | 1616                                 | ehemaliger Hof der Grafen von Bassenheim; Renaissance-Fachwerkhaus, teilweise massiv, 1616, vorgelagert ein Heiligenhäuschen | Fotos hochladen                |
| Hof des St. Johannisstifts                          | Gaustraße 19 Lage                             | 1769                                 | ehemaliges Hofhaus des Mainzer St. Johannisstifts; stattliches Fachwerkhaus, Krüppelwalmdach, 1769 | Fotos hochladen                |
| Wohnhaus                                            | Jahnstraße 10 Lage                            | erste Hälfte des 18. Jahrhunderts    | zweiteiliges Fachwerkhaus, teilweise massiv, Krüppelwalmdach, erste Hälfte des 18. Jahrhunderts, vierachsige Erweiterung wohl um 1800 | Fotos hochladen                |
| Hofanlage                                           | Jahnstraße 15 Lage                            | 18. Jahrhundert                      | Hakenhof, 18. Jahrhundert; barockes Wohnhaus, teilweise Fachwerk (verputzt), rückwärtig Ökonomie mit Fachwerkpartien | Fotos hochladen                |
| Katholische Wallfahrtskapelle St. Maria im Oberdorf | Kapellenstraße Lage                           | 1889–1891                            | neugotischer Klinkerbau mit Krüppelwalmdach, doppelgeschossige Sakristei, 1889–1891, Architekt Joseph H. A. Lucas, Mainz | weitere Bilder Fotos hochladen |
| Schulhaus                                           | Kirchbergstraße 12 Lage                       | Mitte des 18. Jahrhunderts           | ehemaliger Oberhof des Mainzer Klosters St. Alban, 1830 Umbau zur Schule; elfachsiger barocker abgewalmter Mansarddachbau, wohl aus der Mitte des 18. Jahrhunderts; straßenbildprägend; älterer tonnengewölbter Weinkeller unter dem 1908 hinzugefügten südlichen Schultrakt | Fotos hochladen                |
| Kreuzigungsgruppe                                   | Kirchbergstraße, bei Nr. 12 Lage              | 18. Jahrhundert                      | barocke Kreuzigungsgruppe, 18. Jahrhundert (teilweise erneuert) | Fotos hochladen                |
| Katholische Pfarrkirche St. Alban                   | Kirchbergstraße 16 Lage                       | 1828–30                              | spätklassizistischer Saalbau, 1828–30, Architekt Augustin Wetter, Mainz, unter Einfluss von Georg Moller, Westportal bezeichnet 1867; zur Umgebung gehörig die „Koch-Schule“ (Kirchbergstraße 20), eingeschossiger gotisierender Putzbau | weitere Bilder Fotos hochladen |
| Kriegerdenkmal                                      | Kirchbergstraße, bei Nr. 16 Lage              | 1873                                 | an der Kirche: Kriegerdenkmal 1870/71, Sandsteinobelisk, bezeichnet 1873 | Fotos hochladen                |
| Kriegerdenkmal                                      | Kirchbergstraße, bei Nr. 16 Lage              | 1930er Jahre                         | östlich der Kirche: Kriegerdenkmal 1914/18, fünf Granitstelen über konkavem Sockel, davor bronzene Liegefigur, 1930er Jahre, nach 1945 erweitert | Fotos hochladen                |
| Wohnhaus                                            | Kirchbergstraße 21 Lage                       | 1907                                 | villenartiges Wohnhaus mit zeittypischem Landhauscharakter, 1907; straßenbildprägend | Fotos hochladen                |
| Evangelische Kirche                                 | Kirchsteig 19 Lage                            | 1888                                 | neugotischer Bruchkalksteinsaal, 1888, Architekt Heinrich von Schmidt, München (Bauleitung Carl Schwartze, Darmstadt) | weitere Bilder Fotos hochladen |
| Friedhofsarchitektur und Grabmäler                  | Kirchsteig, auf dem Friedhof Lage             | ab 1677                              | Friedhof 1828 eröffnet - Gruftkapelle für den katholischen Pfarrer Werner († 1912): dreischiffige Halle mit originaler Farbverglasung, 1913 - barocke Kreuzigungsgruppe, bezeichnet 1677 - Grabmal David Becker III († 1860): spätklassizistische Stele - Grabmal Berno Rossi († 1930), spätklassizistische Stele - Grabmal Schwester Aureca († 1951), spätklassizistische Stele mit nachträglichem Engelsrelief - Grabmal Nikolaus Schneider († 1884): Stele mit vegetabilem Relief - Grabmal Peter Regner († 1939): Postament mit Feston und Marmorkreuz mit Christuskopf | weitere Bilder Fotos hochladen |
| Wohnhaus                                            | Langgasse 2 Lage                              | späteres 18. Jahrhundert             | winkelförmiges Wohnhaus, teilweise Fachwerk (verputzt), wohl aus dem späteren 18. Jahrhundert; ortsbildprägend | Fotos hochladen                |
| Wohnhaus                                            | Langgasse 7 Lage                              | 17. Jahrhundert                      | Eckwohnhaus, Renaissance-Fachwerkbau (verputzt), 17. Jahrhundert | Fotos hochladen                |
| Dompräsenzhof                                       | Langgasse 8 Lage                              | 1738                                 | ehemaliger Dompräsenzhof; repräsentativer Barockbau, bezeichnet 1738; straßenbildprägend | Fotos hochladen                |
| Spolie                                              | Langgasse, an Nr. 16 Lage                     | 1729                                 | Torbogen-Schlussstein, bezeichnet 1729 | weitere Bilder Fotos hochladen |
| Skulptur                                            | Langgasse, an Nr. 18 Lage                     | frühes 18. Jahrhundert               | barocke Hausmadonna, Ton, frühes 18. Jahrhundert | Fotos hochladen                |
| Heiligenhäuschen                                    | Lörzweiler Weg 14 Lage                        | 19. Jahrhundert                      | Heiligenhäuschen, 19. Jahrhundert, im Inneren Pietà | Fotos hochladen                |
| Dalheimer Hof                                       | Mainzer Straße 18 Lage                        | 1770                                 | spätbarockes Wohnhaus, teilweise Fachwerk (verputzt), Toranlage bezeichnet 1770 | Fotos hochladen                |
| Weingut Bonifaz Georg Müller                        | Mainzer Straße 19/21 Lage                     | 1934                                 | Verwaltungs- und Wohnhaus des Weingutes Bonifaz Georg Müller, viergeschossiger kubischer Flachdachbau, Neue Sachlichkeit, 1934, Architekt Hermann Hodes, Fulda | Fotos hochladen                |
| Kilometerstein                                      | Mainzer Straße, bei Nr. 36 Lage               | letztes Viertel des 19. Jahrhunderts | Kilometerstein, Gelbsandstein, wohl aus dem letzten Viertel des 19. Jahrhunderts | Fotos hochladen                |
| Wohnhaus                                            | Mainzer Straße 40 Lage                        | 18. Jahrhundert                      | barockes Wohnhaus, teilweise Fachwerk, 18. Jahrhundert, zweiteilige Kelleranlage, zum Teil spätmittelalterlich oder frühneuzeitlich | Fotos hochladen                |
| Wohnhaus                                            | Mainzer Straße 43 Lage                        | 1914                                 | villenartiges historisierendes Wohnhaus, 1914, Architekt Peter Gustav Rühl, Mainz, im Kern spätbarock, spätklassizistische Torpfeiler; platzbildprägend | Fotos hochladen                |
| Molsberger Hof                                      | Mainzer-Pfort-Straße 2 Lage                   | 1613                                 | Renaissancebau, teilweise Fachwerk, auf strebepfeilerverstärktem Unterbau, Erker mit Welscher Haube, bezeichnet 1613; platzbildprägend. Am 15. Dezember 2007 wurde der Molsberger Hof durch einen Brand fast völlig zerstört und anschließend aufwendig rekonstruiert. | weitere Bilder Fotos hochladen |
| Hof Metternich                                      | Mainzer-Pfort-Straße 5 Lage                   | 18. Jahrhundert                      | Hofreite Metternich; langgestreckter eingeschossiger Putzbau über Hochkeller, 18. Jahrhundert, Hoftorbogen bezeichnet 1682 | Fotos hochladen                |
| Hofanlage                                           | Mainzer-Pfort-Straße 7/9 Lage                 | Mitte des 18. Jahrhunderts           | spätbarocke Hofanlage; Nr. 7: hochgesockeltes Wohnhaus, teilweise Fachwerk, wohl aus der Mitte des 18. Jahrhunderts, Nr. 9 teilweise umgebaut; zugehörig zwei Querscheunen, 19. Jahrhundert | weitere Bilder Fotos hochladen |
| Muschelnische                                       | Obergasse, an Nr. 3 Lage                      | 18. Jahrhundert                      | spätbarocke Muschelnische an einem im Kern barocken Wohnhaus, wohl aus dem 18. Jahrhundert | Fotos hochladen                |
| Relief                                              | Obergasse, an Nr. 4 Lage                      | 18. Jahrhundert                      | barockes Sandsteinrelief, Marienkrönung, 18. Jahrhundert | Fotos hochladen                |
| Wohnhaus                                            | Obergasse 15 Lage                             | erste Hälfte des 18. Jahrhunderts    | barockes Fachwerkhaus, heute teilweise massiv, wohl aus der ersten Hälfte des 18. Jahrhunderts | Fotos hochladen                |
| Wohnhaus                                            | Obergasse 17 Lage                             | 1720                                 | stattliches barockes Fachwerkhaus (verputzt), bezeichnet 1720; im Hof Brunnen, 19. Jahrhundert | Fotos hochladen                |
| Wohnhaus                                            | Obergasse 21 Lage                             | erste Hälfte des 18. Jahrhunderts    | zweiteiliges barockes Wohnhaus, teilweise mit Zierfachwerk, erste Hälfte des 18. Jahrhunderts | Fotos hochladen                |
| Weingut Kerz                                        | Ölmühlstraße 33 Lage                          | 1898                                 | späthistoristische Walmdachvilla, Ökonomie mit Krüppelwalmdach, fünfteilige tonnengewölbte Kelleranlage, 1898, Architekt Wilhelm Müller der Ältere, Frankfurt am Main | Fotos hochladen                |
| Autohalle und Dienerwohnung                         | Pfarrstraße 1 Lage                            | 1920                                 | Walmdachbau im Heimatstil, teilweise Fachwerk, 1920, Architekt Thilo Rothamel, Oppenheim | Fotos hochladen                |
| Katholisches Pfarrhaus                              | Pfarrstraße 4 Lage                            | 1730–38                              | ehemaliges katholisches Pfarrhaus; wuchtiger barocker Mansardwalmdachbau, Keller: kreuzgratgewölbt über Pfeilern, 1730–38 von Zimmermann Johann Molch und Maurer P. Schranz; straßenbildprägend | Fotos hochladen                |
| Torbogen                                            | Pfarrstraße, an Nr. 17 Lage                   | 1753                                 | barocker Torbogen, bezeichnet 1753 | weitere Bilder Fotos hochladen |
| Rathaus                                             | Rathausstraße 1 Lage                          | 1608                                 | reicher Renaissance-Fachwerkbau, teilweise massiv, unter der Nordhälfte „Hexenkeller“, bezeichnet 1608; vor der Südwand Laufbrunnen, 19. Jahrhundert | weitere Bilder Fotos hochladen |
| Hof der Freiherren Knebel zu Katzenelnbogen         | Rathausstraße 2, Schulgässchen 1 Lage         | 1606                                 | ehemaliger Hof der Freiherren Knebel zu Katzenelnbogen; zweiteiliger Renaissance-Fachwerkbau, teilweise massiv, Krüppelwalmdächer, bezeichnet 1606 | Fotos hochladen                |
| Jesuitenhof                                         | Rathausstraße 11 Lage                         | 1740                                 | ehemaliger Jesuitenhof; Wohn- und Kelterhaus: achtachsiger spätbarocker Krüppelwalmdachbau, bezeichnet 1740, Scheune bezeichnet 1741; erhöhter Garten | weitere Bilder Fotos hochladen |
| Pumpwerk                                            | Rheinallee 87 Lage                            | 1902                                 | dreiteilige Jugendstil-Baugruppe: Wohn- und Betriebsgebäude mit auskragendem Krüppelwalmdach, Sauggasraum, Maschinenhalle, 1902, Architekt Bruno von Boehmer, Kulturinspektion Mainz | weitere Bilder Fotos hochladen |
| Weingut Oberstleutnant Liebrecht                    | Rheinstraße 30 Lage                           | 1904–06                              | malerische Jugendstilvilla, teilweise Fachwerk, Rundturm, mit Teilen des barocken Vorgängers, 1904–06, Architekt A. Weber, Mainz; zinnenbesetzter neugotischer Anbau; Kelterhaus mit Krüppelwalmdach; rückwärtig dreiteiliger tonnengewölbter Keller, im Kern wohl aus dem 18. Jahrhundert, und zweischiffiger Weinkeller, um 1900; neubarocke Hoftoranlage, wiederverwendete Fußgängerpforte bezeichnet 1754; Landschaftsgarten, Pavillon, Umfassungsmauern, um 1900 | weitere Bilder Fotos hochladen |
| Hochwasserstein                                     | Rheinstraße, an Nr. 33 Lage                   | 1882                                 | Hochwasserstein, bezeichnet 1882 und 1883 | Fotos hochladen                |
| Schönborner Hof                                     | Schönbornplatz 1/1a/3 Lage                    | 1747                                 | barocker Mansardwalmdachbau von 1747, ähnlich gestalteter, zweiachsiger Nebentrakt, 18. Jahrhundert, Gewölbestall, bezeichnet 1859, Kelterhaus 1889; in der Hofmauer römische Spolie: Grabstein, zweite Hälfte des ersten Jahrhunderts n. Chr. | Fotos hochladen                |
| Hof der Grafen von Metternich                       | Schönbornplatz 2 Lage                         | 1682                                 | ehemaliger Hof der Grafen von Metternich; wohl von 1682 (nach 1660 datiert); über massivem Erdgeschoss mit Gliederung und Haustür, 19. Jahrhundert, im Obergeschoss und Giebel Zierfachwerk des 17. Jahrhunderts; rückwärtig ruinöser Stall-Speicher-Bau, bezeichnet 1842 | Fotos hochladen                |
| Wohnhaus                                            | Schönbornplatz 4 Lage                         | um 1830                              | spätklassizistischer Putzbau, um 1830 | Fotos hochladen                |
| Torbogen                                            | Schönbornplatz, an Nr. 6 Lage                 | 1739                                 | barocker Torbogen, bezeichnet 1739 | Fotos hochladen                |
| Wohnhaus                                            | Wormser Straße 39 Lage                        | um 1900                              | villenartiges Wohnhaus, Rotklinkerbau, im Obergeschoss Zierfachwerk und Schwebegiebel, um 1900, Architekt wohl Franz Bucksmaier, Bodenheim | Fotos hochladen                |
| Villa                                               | Wormser Straße 99 Lage                        | 1900                                 | spätgründerzeitliche Fabrikanten-Villa, bichromer Klinkerbau auf bewegtem Grundriss, 1900, Architekt Franz Fredriksson | Fotos hochladen                |
| Spatzenmühle                                        | südlich des Ortes am Spatzenbach Lage         | 1811                                 | spätklassizistischer Putzbau, 1811, in ehemaligem Mühlenanwesen mit originaler Garteneinfriedung | weitere Bilder Fotos hochladen |
| Wasserbehälter                                      | südwestlich des Ortes; Flur Vordergewann Lage | 1904                                 | historisierender Jugendstilbau, bezeichnet 1904, Architekt Wilhelm Lenz | Fotos hochladen                |
| St.-Albanus-Denkmal                                 | westlich des Ortes; Flur Hohlweg Lage         | um 1910                              | Sandsteinskulptur in jugendstilgeprägter Nische, um 1910 | weitere Bilder Fotos hochladen |

## Ehemalige Kulturdenkmäler
| Bezeichnung | Lage                    | Baujahr | Beschreibung | Bild |
| ----------- | ----------------------- | ------- | --- | ---- |
| Wegekreuz   | Burgweg, vor Nr. 3 Lage | 1754    | reliefiertes barockes Wegekreuz, ehemals bezeichnet 1754; nicht mehr am historischen Standort, aus Denkmalliste gelöscht | BW   |